# Ceylanlı, Hamur
Ceylanlı là một xã thuộc huyện Hamur, tỉnh Ağrı, Thổ Nhĩ Kỳ. Dân số thời điểm năm 2011 là 201 người.